# Parallel Dreams
Albums de Loreena McKennitt
To Drive the Cold Winter Away
(1987) The Visit
(1991)
Parallel Dreams est le troisième album de Loreena McKennitt, sorti en 1989.

## Description
Musicalement, ce disque représente une transition entre les deux premiers albums centrés sur la harpe et les suivants, richement ornementés d'instruments de toutes sortes. Dans Parallel Dreams, Loreena McKennitt commence à s'entourer d'une troupe de musiciens. Par ailleurs, c'est le premier album de sa discographie où ses compositions originales sont plus nombreuses que les reprises de titres traditionnels. L'ambiance générale demeure cependant calme (peu de percussions sauf dans le tonique Huron 'Beltane' fire dance) et exclusivement celtique, les explorations vers les musiques du monde ne commençant qu'à partir de l'album suivant.

## Liste des morceaux
| No | Titre                          | Auteur                             | Durée |
| -- | ------------------------------ | ---------------------------------- | ----- |
| 1. | Samain night                   | Loreena McKennitt                  | 4:27  |
| 2. | Moon cradle                    | Loreena McKennitt / Padraic Collum | 4:29  |
| 3. | Huron 'Beltane' fire dance     | Loreena McKennitt                  | 4:20  |
| 4. | Annachie Gordon (Traditionnel) |                                    | 8:22  |
| 5. | Standing stones                | Loreena McKennitt / traditionnel   | 6:56  |
| 6. | Dickens' Dublin (The palace)   | Loreena McKennitt                  | 4:40  |
| 7. | Breaking the silence           | Loreena McKennitt                  | 6:23  |
| 8. | Ancient pines                  | Loreena McKennitt                  | 3:35  |